# What Fools Men Are
What Fools Men Are è un film muto del 1922 diretto da George Terwilliger. La sceneggiatura di Peter Milne si basa su The Flapper (an American Drama in Three Acts), lavoro teatrale di Eugene Walter del 1922.

## Produzione
Il film fu prodotto dalla Pyramid Pictures.

## Distribuzione
Il copyright del film, richiesto dalla Pyramid Pictures, fu registrato il 15 dicembre 1922 con il numero LP18747.

Distribuito dalla American Releasing Co., il film uscì nelle sale statunitensi il 29 ottobre 1922. In Svezia, fu distribuito con il titolo Modärna äktenskap.
Non si conoscono copie ancora esistenti della pellicola che viene considerata presumibilmente perduta.